# Paphiopedilum burbidgei
Paphiopedilum burbidgei är en orkidéart som först beskrevs av Heinrich Gustav Reichenbach, och fick sitt nu gällande namn av Ernst Hugo Heinrich Pfitzer. Paphiopedilum burbidgei ingår i släktet Paphiopedilum och familjen orkidéer. Inga underarter finns listade i Catalogue of Life.